# Calle Čop
La Calle Čop (en esloveno: Čopova ulica) es una importante vía peatonal en el centro de Liubliana, la capital del país europeo de Eslovenia, considerada como el paseo central de la capital.
La calle lleva desde la Oficina Principal de Correos (Glavna pošta) en la calle eslovena (Slovenska cesta) hasta la plaza Prešeren (Prešernov trg).
Hasta finales del siglo XIX, la calle era conocida como calle Elefante (ulica Slonova) en memoria del primer elefante presente en la ciudad desde la época romana.